# Christian Eisert
Christian Eisert (* 1976 in Ost-Berlin) ist ein deutscher Drehbuchautor, Gagautor, Satiriker und Comedy-Coach.

## Leben
Eisert ist in Ost-Berlin geboren und aufgewachsen. Er arbeitet seit 2004 als Comedy- und Gag-Autor für zahlreiche TV-Formate: Harald Schmidt, Oliver Pocher, Kaya Yanar „Was guckst du?“, „Freitag Nacht News“ u. a. mit Henry Gründler, Ruth Moschner, Ingo Appelt, „Der Comedy-Flüsterer“ mit Mike Krüger, „Die Niels Ruf Show“, „Switch Reloaded“. Für Shopping Queen und "Die Tuning Profis" verfasste er die Off-Texte für über zweihundert Folgen. Außerdem entwickelte er Serien- und Film-Konzepte, schreibt Bühnenprogramme und Drehbücher (Löwenzahn (Fernsehsendung), Lost in Neulich, Sesamstraße) und berät als Humor-Berater Produktionsfirmen und Menschen aus Politik und Wirtschaft. Als Comedy-Coach lehrt Eisert an verschiedenen Instituten das Handwerk des humorvollen Schreibens (u. a. Berliner Journalisten-Schule, Master School Drehbuch).
Als Autor veröffentlichte Eisert zunächst mehrere Satirebände, bevor er sich dem erzählerischen Sachbuch zuwandte. Hier widmete er sich unterschiedlichen Themen (z. B. Porsche, Nordkorea, Schweiz, Deutschland). Sein humorvoller Reisebericht Kim und Struppi – Ferien in Nordkorea stand 2014/15 über ein Jahr in den Top Ten der Spiegel-Bestsellerliste, davon mehrere Monate auf Platz 2.

## Veröffentlichungen
Bücher:
- Man reise vorzugsweise mit der eigenen Bettdecke – Meine Deutschland-Reise mit dem allerersten britischen Reiseführer im Gepäck, Polyglott/Gräfe und Unzer, München 2021, ISBN 978-3-84640870-4 (humorvolles Sachbuch)
- EnTlich glücklich, Egmont Comic Collection, Berlin 2019, ISBN 978-3-77044063-4. (Life-Coaching-Parodie)
- Anpfiff zur zweiten Halbzeit – Wenn aus Jungs MÄNNER werden, Goldmann, München 2018, ISBN 978-3-442-31479-9. (humorvolles Sachbuch)
- Finde deine Innere Ente, Egmont Comic Collection, Berlin 2018, ISBN 978-3-7704-3981-2. (Life-Coaching-Parodie)
- Viele Ziegen und kein Peter. Eine Ferienfahrt zu den Schweizern. Ullstein, Berlin 2016, ISBN 978-3-86493-036-2. (humorvolles Sachbuch)
- Kim und Struppi – Ferien in Nordkorea. Ullstein, Berlin 2014, ISBN 978-3-548-37600-4. (humorvolles Sachbuch)
- Fun-Man – Mission: Lachen lernen in Deutschland, Blanvalet München 2011 (humorvolles Sachbuch)
- Tacho-Man: 1 Mann, 1 Porsche, 1 Krise & 33x Tanken, Blanvalet München 2010 (humorvolles Sachbuch)
- Pudel in Aspik (2002, Glossen)
- Das transsexuelle Osterkaninchen (2001, Satiren)
- Wenn Leichen laichen... (1998, Kurzgeschichten)
- Das Gebiß im Komposthaufen (1997, Satiren)

Hörbücher:
- Verschwinden Sie, Sie Weihnachtsmann! (2002)
- Kim und Struppi – Ferien in Nordkorea (2015)
- Das transsexuelle Osterkaninchen (2017)
- Mein Porsche war nie in Nordkorea, Live-Album (2017)
- Man reise vorzugsweise mit der eigenen Bettdecke – Meine Deutschland-Reise mit dem allerersten britischen Reiseführer im Gepäck, (2021)

Drehbuch (Auswahl):
Die Wüstenärztin (ARD - 2012) - Treatment (m. Uwe Petzold)
Sesamstraße:
- Folge 2509 (NDR- 2008)
- Folge 2513 (NDR - 2008)

Löwenzahn:
- Erdmännchen - Buddeln in Bärstadt (ZDF - 2016)
- Drohne - Das fliegende Auge (ZDF - 2017)
- Fluss - Das verlorene Boot (ZDF - 2017)
- Eichhörnchen - Die verzauberten Nüsse (ZDF - 2018)
- Meerschweinchen - Das neue Zuhause (ZDF - 2019)
- Äpfel - Die sagenhafte Leckerei (ZDF - 2021)
- Lachen - Die allerlustigste Geburtstagsparty (ZDF - 2021)
- Sonnenblume - Die verblüffende Drehung (ZDF - 2022)
- Ferien - Die schönste Zeit im Jahr (ZDF - 2022)

Lost in Neulich (ARD - 2022)
- Thomas unlimited - St2/F4[8]
- Waffenbruder - St2/F5[9]
- Heimlichkeiten - St2/F13[10]
- Bombenstimmung - St2/F14[11]
- Wer ist der Vater - St3/F7[12]
- Wo ist Finja - St3/F8[13]
- Rache - St3/12[14]